# Kristina Walker
Kristina Walker, född den 9 maj 1996 i New Westminster, är en kanadensisk roddare.

## Karriär
Kristina Walker var en del av Kanadas lag som tog silver i åtta med styrman vid olympiska sommarspelen 2024 i Paris.